# Тепла (река)
Тепла је река у Чешкој у Карловарском крају протиче кроз градове Тепла и Карлове Вари.
Назив Тепла (у преводу на српски Топла) је добила по топлој води која се улива у њу из топлих бањских извора познате бање Карлове Вари.